# Elomeryx
Genre
Elomeryx  est un genre disparu d'ongulé artiodactyle qui figure parmi les plus anciens Anthracotheriidae connus. Ce genre était extrêmement répandu. Il a d'abord vécu en Asie au milieu de l'Eocène, puis en Europe à la fin de l'Eocène, avant d'atteindre l'Amérique du Nord au début de l'Oligocène. 

## Description
C'était un animal de 1,50 m de longueur avec de petites défenses qui lui servaient à arracher les plantes, et des incisives en forme de cuillère idéales pour arracher des plantes aquatiques. Elomeryx avait cinq doigts aux pattes arrière et quatre doigts aux pattes avant, avec de larges pieds qui lui permettaient de marcher facilement sur la boue molle. 

## Liste des espèces
- † Elomeryx armatus
- † E. borbonicus
- † E. cluai
- † E. crispus
- † E. garbanii